# Nesoclopeus woodfordi
El rascón de las Salomón o rascón de Guadalcanal   (Nesoclopeus woodfordi) es una especie de ave en la familia Rallidae.

## Descripción
Es un rascón no volador de gran porte, su plumaje es marrón oscuro en su parte superior y grisáceo con pintas blancas en sus zonas inferiores del abdomen. Posee patas cortas y delgadas de color celeste, y un largo pico color hueso.

## Distribución y hábitat
Se lo encuentra en Papúa Nueva Guinea y las islas Salomón.  Sus hábitats naturales son los bosques húmedos bajos subtropicales o tropicales, los pantanos subtropicales o tropicales, ríos, lagos de agua dulce, y terrenos agrícolas.

## Estado y conservación
Se encuentra amenazado por pérdida de hábitat y es la única especie sobreviviente del género Nesoclopeus.